# 利馬洛克
利馬洛克（Limalok，原称Harrie或Harriet），是白垩纪—古新世时期成型的海底平顶山，是太平洋东南马绍尔群岛的一座海底山（水下火山）。它可能由今法属波利尼西亚一带的火山热点形成。利馬洛克坐落于米利環礁和諾克斯環礁东南部，并通过火山脊与两座环礁相连。其位置距海平面深约1,255米（4117英尺），并且有一个面积约636平方千米（246英亩）的山顶平面。
利馬洛克由玄武岩构成，最初可能是一座盾狀火山。麥克唐納熱點、拉罗汤加热点、鲁鲁土热点、社会群岛热点可能都参与了利馬洛克的形成。火山活动停止后，利馬洛克逐渐被侵蚀和削平，在古新世和始新世时期，上面形成了一个碳酸化的平面。这些碳酸主要由红藻生成，红藻会形成环礁状或类环礁状的结构以及暗礁。
利馬洛克山顶平面可能在48±2百万年前的始新世沉入海底，原因可能是当其经过赤道地区时，珊瑚礁因温度较高或有丰富营养物质而得以持续生长，后受热沉降作用下沉到目前的高度。在中新世时期，山体沉降开始，导致锰结壳与浮游沉积物的沉积形成。随着时间的推移，部分沉积物中积聚起磷酸鹽。